# Abú'l-Qászim ʿAbdalláh Kásání
Abú'l-Qászim ʿAbdalláh Kásání a 14. században élt perzsa történetíró és kerámiaművész volt, aki az Ilhánida uralkodó, Öldzsejtü kán (1304–1316) idején tevékenykedett. Abú Táher fazekascsalád sarjaként a korabeli perzsa kerámiaművészetben fontos szerepet töltött be Kásán városában. A történelmi elbeszélések megírása mellett az udvar mindennapi tevékenységét is dokumentálta. Feltehetően ilyen napi feljegyzésekből származhat Öldzsejtü uralkodásának krónikája is.

## Az értekezés
Abú'l-Qászim egyik jelentősebb műve egy traktátus, amely részletesen tárgyalja a kerámiakészítés technikáit és folyamatait. 1300/1-ben íródott. Ez a munka az egyik legkorábbi fennmaradt írás, amely különböző drágakövek árait, illatszereket és ásványokat ismerteti. Kitér drágakövek, mint a türkiz és lapis lazuli utánzatának előállítására is. Megemlíti az arany-, ezüst-, és rézbányalelőhelyeket Kermán városában és Anatóliában. Mindemellet a kerámiák gyártását és díszítését részletezi, különös tekintettel a lüsztertechnika alkalmazására. A lüsztertechnika egy olyan díszítési eljárás, amelyben fémfényű bevonatot alkalmaznak az égetett kerámiákon, gyönyörű csillogó hatást kölcsönözve a tárgyaknak.  A kerámiakészítésről szóló rész e nagyobb mű kiegészítéseként szolgál, rávilágítva a kerámia helyére és szerepére a magasabb értékű árucikkek között. Ugyanakkor ez a figyelemre méltó szöveg az egyetlen fennmaradt történeti forrásunk a középkori Irán kerámiakészítéséről. A huszadik és huszonegyedik századi anyagtudományi vizsgálatokon túl ez az írás az egyetlen, amely betekintést nyújt az ilyen áruk előállításának folyamatába.
Abú'l-Qászim traktusa nemcsak a művészeti, hanem a technológiai fejlődés szempontjából is kiemelkedő fontosságú. Az általa leírt technikák alapul szolgáltak a következő évszázadok kerámiaművészete számára, nemcsak Perzsiában, hanem a középkori iszlám világ más területein is. A traktus ma is alapvető forrás a művészettörténeti kutatásokban.